# Ferrari 330P3

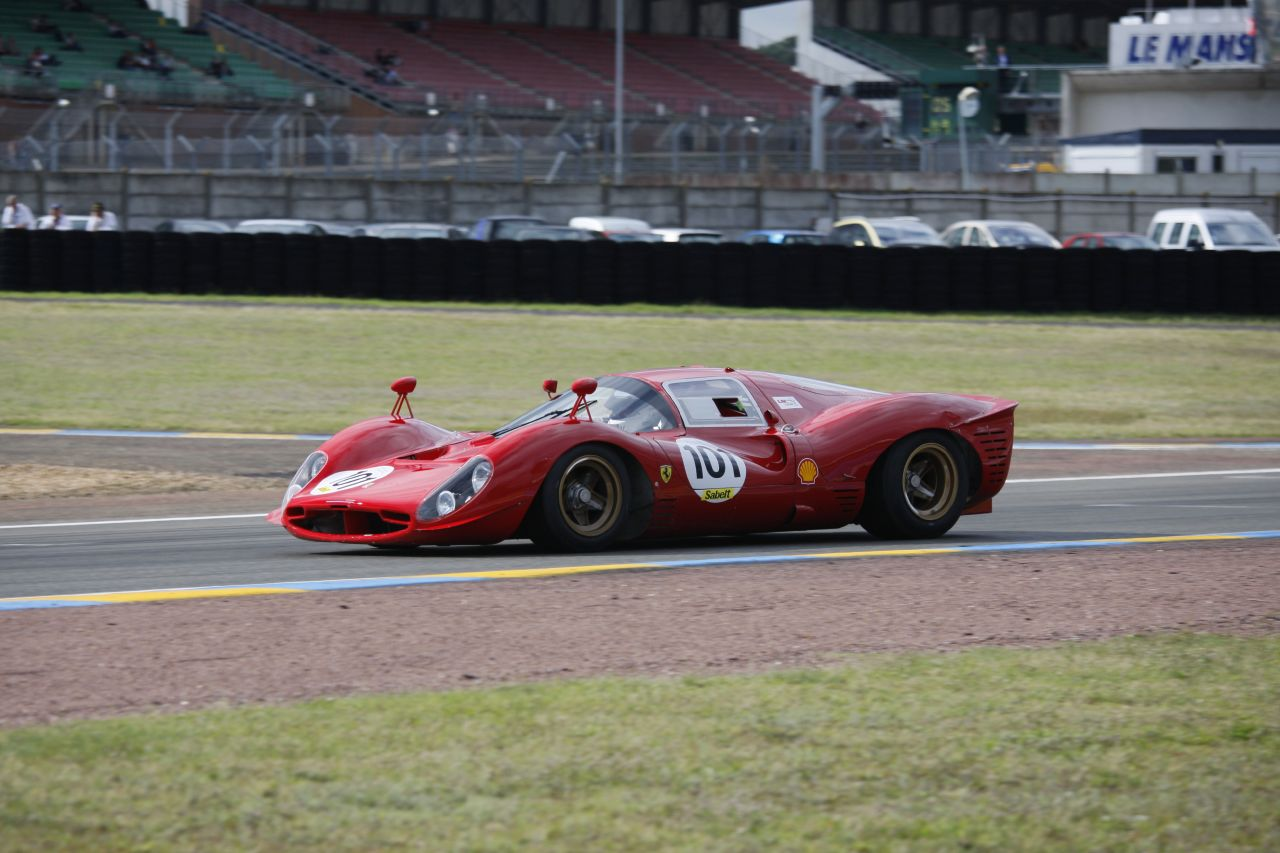
Ein Ferrari 330P3 im Originalzustand, 2007 bei einer Veranstaltung für historische Rennfahrzeuge in Le Mans

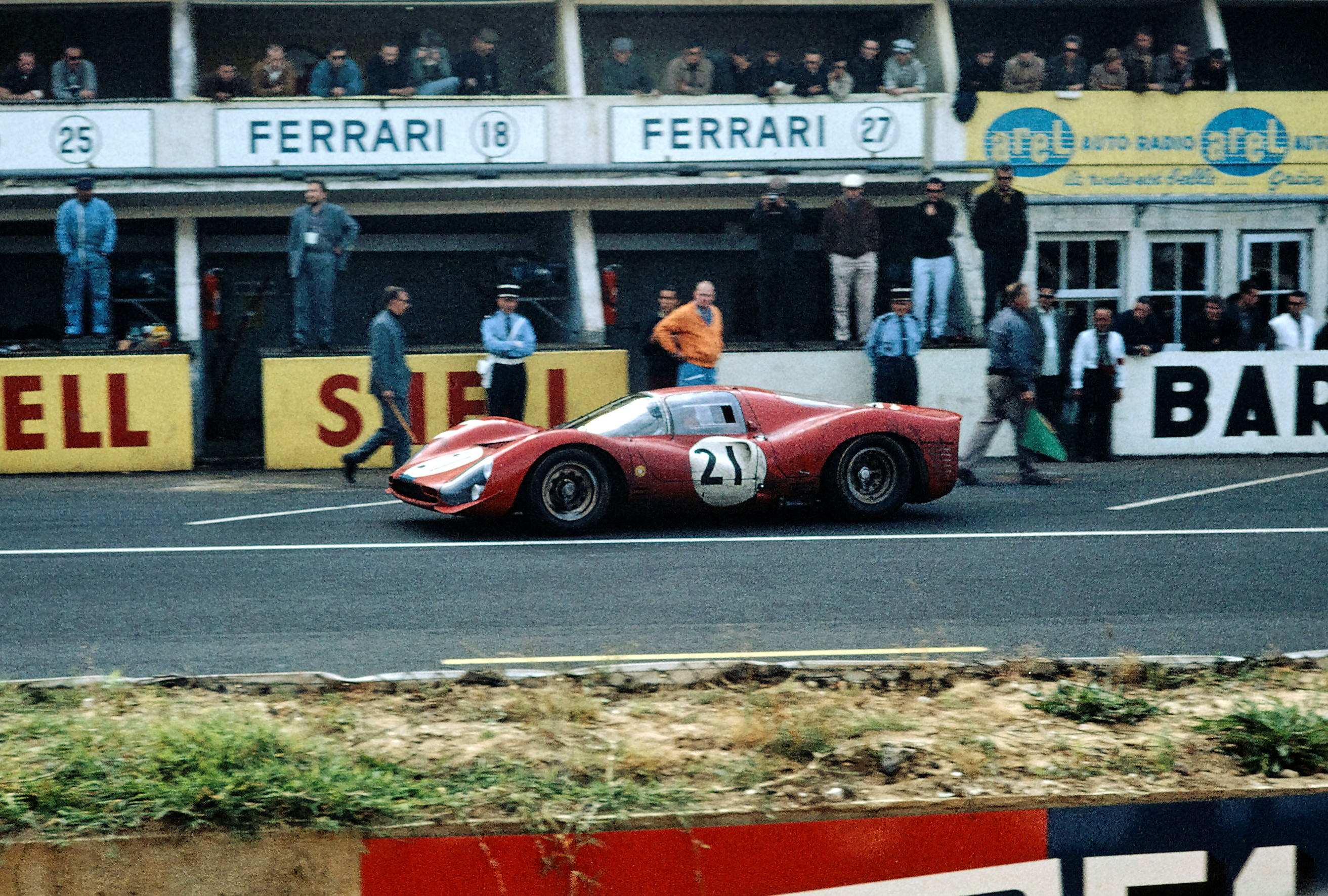
Ein Ferrari 330P3 von Lorenzo Bandini und Jean Guichet beim 24-Stunden-Rennen von Le Mans 1966

Der Ferrari 330P3 war ein Rennsportwagen, den die Scuderia Ferrari 1966 in der Sportwagen-Weltmeisterschaft einsetzte.

## Entwicklung und Technik
Um die Herausforderung, die durch die Konkurrenz des Ford GT40 entstand, annehmen zu können, wurde der P2 konsequent weiterentwickelt. Da Hubraumvergrößerung nicht zur Philosophie von Ferrari gehörte – die Ford GT40 hatten teilweise 7-Liter-V8-Motoren – war bessere Leistung nur durch ein reduziertes Gewicht und eine verbesserte Aerodynamik zu erreichen. Drei neue Karosserien entstanden daher in der Werkstatt von Piero Drogo, der auch den Kunden-365P2 eine neue Form gab.
Im P3 setzte Ferrari 1966 erstmals Lucas-Einspritzungen ein. Wie die P2 hatten auch die P3 eine Doppelzündung und vier obenliegende Nockenwellen. Als Leistung gab Ferrari 420 PS bei 8000/min an. Das Fahrzeug hatte ein ZF-Getriebe und eine Borg&Beck-Kupplung.

## Rennhistorie
Sein Renndebüt gab der P3 beim 12-Stunden-Rennen von Sebring 1966, am Steuer Mike Parkes und Bob Bondurant. Nach einem zweiten Rang im Qualifikationstraining fiel das Duo nach 178 gefahrenen Runden an zweiter Stelle liegend mit einem Getriebeschaden aus. Schon der zweite Einsatz brachte der Scuderia aber einen historischen Erfolg. Mike Parkes, diesmal mit Partner John Surtees, siegte beim 1000-km-Rennen von Monza vor den beiden Ford GT40 von Masten Gregory/John Whitmore und Herbert Müller/Willy Mairesse. Dieser Erfolg ist insofern von Bedeutung, als in Monza zum letzten Mal auf der 10 km langen Originalstrecke einschließlich der Steilkurven gefahren wurde.
Bei der Targa Florio 1966 scheiterten Nino Vaccarella und Lorenzo Bandini an Bandinis ungestümer Fahrweise, sehr zum Leidwesen des Sizilianers Vaccarella. Überlegen in Führung liegend verlor Bandini in einer engen Passage die Herrschaft über den P3 und beschädigte bei dem Unfall den Vorderwagen so schwer, dass an ein Weiterfahren nicht zu denken war. Es folgte ein Sieg beim 1000-km-Rennen von Spa-Francorchamps, herausgefahren wieder von Mike Parkes und John Surtees.
Beim 1000-km-Rennen auf dem Nürburgring 1966 fielen die beiden Briten nach der Pole-Position aber vorzeitig mit Kupplungsschaden aus. Keine Chance hatten die Ferrari beim 24-Stunden-Rennen von Le Mans gegen die Übermacht von Ford. Enzo Ferrari machte an der Sarthe auch eine Ausnahme von der gängigen Fahrzeugpolitik und trat einen  P3 an das North American Racing Team von Luigi Chinetti ab. Dort wurde das Chassis 0846 zum einzigen P3-Spyder umgebaut. Gefahren von Pedro Rodríguez und Richie Ginther fiel der Wagen jedoch schon nach 151 Runden mit Getriebeschaden aus. Nicht viel besser erging es den beiden Werkswagen. Mike Parkes hatte im Wagen mit der Nummer 20, den er sich mit Ludovico Scarfiotti teilte, einen Unfall. Der zweite Werkswagen, Startnummer 21 und gefahren von Jean Guichet und Lorenzo Bandini, hatte einen Motorschaden.
1967 wurden die P3 durch die P4 und ersetzt und zwei Exemplare an die Scuderia Filipinetti abgegeben.

## Einfluss
Das Karosseriedesign des 330P3 und seines Nachfolgers 330P4 war für den Designer Tom Meade eine Vorlage für seinen straßentauglichen Sportwagens Thomassima II, der 1967 für einen US-amerikanischen Kunden in Modena hergestellt wurde.